# Лина Кондес
Лина Кондес (англ. Lina Condes; 3 ноября 1988, Черкассы, Украина) – украинская художница. В своем творчестве Лина совмещает новые технологии и бионический стиль. Она создала iScuplture от intelligence, intellectual (в переводе с английского – интеллектуальная) – ряд работ, в которых использованы современные технологии и мультимедийные разработки. В работах Кондес демонстрируются характерные черты феминизма, минимализма, сюрреализма и поп-арт, тесно переплетенные с автобиографическим, психологическим и сексуальным содержанием. Кондес рассказывает о личных эмоциях, о людях и внутренних переживаниях женщин – о вещах, которые непосредственно затрагивают нас.

## Работы
2020
Christies’ group show “Educate”,NYC
2019
Christmas Public Art Installation. Flushing, Queens. Crossing Art Gallery, NYC
Art Miami Public Art Installation. Art Miami Organization. FL
Delano Hotel Public Art Installation. FL
Group show “Heat”. Biennale di Venezia. Venice, Italy
Solo show “Dwellings of Eternity”. Crossing Art gallery. NYC, USA
Art New York. NYC, USA
Art Palm Beach. Miami, USA
2018
Art Display during New York Fashion Week. New York (USA)[citation needed]
Art Palm Beach. Miami (USA)
“Eternity” auction by Paddle8 x SOS by Lena Perminova x Magdalena M. Gabriel
“Endless Summer” charity auction & golf event. Los Angeles, USA
On the top of the world (Art Jed Gallery / St. Moritz)
Art Palm Beach (Avant Gallery)
2017
Сольный проект "Extraterrestrial Odyssey" во время Biennale Di Venezia'57
Red Dot Show во время Art Basel Miami
Fontainbleau Miami Beach (Lina Condes' Art Display во время Art Basel Miami)
Delano South Beach (Lina Condes' Art Display)
Epic Hotel Art Display (Avant Gallery) во время Miami Art Week
2016
Scope Show во время Art Basel Miami (Avant gallery Miami)
Istanbul Contemporary (M17 Contemporary Art Center)
Сольный проект  "Art Fusion" SV gallery. Beirut (Lebanon)
Сольный проект  "Hard Art" M17 Contemporary Art Centre. Kiev(Ukraine)
International exhibition of sculptures and installations "Open19" Stucco Museum. Venice (Italy)
Art video "Hard Art"
Art video "Sphinks"
Art video "Pulsation"